# 앤틀러코리아
앤틀러코리아는 전세계 30개 지역에 지사를 둔 글로벌 벤처캐피털(VC) 앤틀러의 한국지사다. 2022년도부터 한국에서 극초기 스타트업을 대상으로 한 펀드 300억원을 운용하고 있으며, Pre-TIPS / TIPS 운용사이다.
2022년 7월 11일에 서울에서 앤틀러코리아의 첫 1기 스타트업 제너레이터 프로그램을 시작하여 같은 해 10월 16개 포트폴리오사에 투자하였고, 2025년 7월 기준 총 50개 이상의 Pre-seed 투자집행을 완료하였다.
한국 지사 대표 : 정사은, 강지호, 장재희
앤틀러는 출시 전 창업자와의 파트너십에 초점을 맞춘 벤처 캐피탈 접근 방식인 '데이 제로' 투자를 선도한다. 또한, 공동 창업자 매칭, 심층적인 비즈니스 모델 검증, 초기 자본, 확장 지원 및 후속 자금 지원을 통해 초기 단계 기술 기업가들의 자본 및 네트워크 제약을 체계적으로 제거하는데에 노력하고 있다.
2030년까지 6,000개 이상의 스타트업 지원을 목표로 하고 있으며, 2024년 9월 기준 초기 단계의 스타트업에 1,500건 이상의 투자를 집행 완료하였다.
앤틀러는 피치북에서 세계에서 가장 활발한 엔젤 및 시드 단계 투자자로 매년 인정받고 있다.
서울창업허브 공덕에서 진행되는 스타트업 제너레이터 프로그램에 선정된 예비창업자는 입주공간부터 투자까지 다양한 지원을 받게 된다. 양 기관은 예비창업자 발굴과 육성 협력 이외에도 우수 창업기업의 성장을 위한 다양한 지원을 이어나갈 예정이다.